# Luci Anni Bas
Luci Anni Bas (en llatí Lucius Annius Bassus) va ser un senador romà a inicis de l'Imperi. La seva activitat política es va desenvolupar sota Vespasià.
Va ser cònsol sufecte en el període de novembre a desembre de l'any 70 aC i tenia com a col·lega Gai Lecani Bas Cecina Pet. La primera menció històrica que es coneix d'Anni Bas és d'una inscripció trobada a Kourion a Xipre, d'on era governador. Aquesta inscripció, que es pot datar entre el 22 d'agost del 65 i el 22 d'agost del 66, acredita l'erecció d'una estàtua a l'emperador Neró durant el mandat de Bas. Després en parla Tàcit, que diu que Luci Anni Bas era comandant de la Legio XI Claudia, estacionada a Dalmàcia. Tàcit afirma que Bas va convèncer el complaent governador de Dalmàcia, Pompeu Silvà, perquè recolzés Vespasià com a emperador l'any 69.
Anni Bas podia haver viscut també durant la primera dècada del segle ii. Plini el Jove, en una carta on recomana Claudi Pol·lió al seu amic Tertul·le Cornut, menciona que Pol·lió havia escrit una biografia favorable de Luci Anni Bas, que acabava de morir: "un gest noble que mereix elogis, ja que no és gaire usual, perquè molts invoquen la memòria dels morts només per queixar-se d'ells".